# علوم ریاضی ابتدایی مدرن
ریاضیات ابتدایی مدرن عبارت است از نظریه و شیوه آموزش ریاضی مقدماتی بر حسب تحقیقات و تفکر معاصر دربارهٔ یادگیری. این امر شامل ایده‌های آموزشی، چارچوب‌های تحقیقاتی آموزش ریاضی و مواد برنامه درسی باشد.
معلمان می‌توانند در اجرای علوم ریاضی ابتدایی مدرن، از رسانه‌ها و تکنولوژی‌های جدید و نو ظهوری همچون رسانه‌های اجتماعی و بازی‌های ویدئویی، و نیز به کار گیری تکنیک‌های جدید آموزش بر اساس شخصی سازی یادگیری، مطالعه عمیق روانشناسی آموزش ریاضیات و یکپارچه سازی ریاضیات با علم، فناوری، مهندسی و هنر استفاده کنند.

## کاربست‌های عمومی

### عرصه‌های ریاضی
هدف کلیدی ریاضی ابتدایی مدرن در دسترس قرار دادن تمامی عرصه‌های ریاضی برای کودکان خردسال است. Liping Ma نویسنده و عضو فرهنگستان خواستار «درک عمیق ریاضیات پایه‌ای» توسط معلمان ابتدایی (دبستان) و والدین فراگیران و هم چنین خود فراگیران می‌باشد.
- جبر: جبر مقدماتی شامل آشنایی با ریاضیات ابتدایی است که به کودکان برای یادگیری اعداد و ایده‌های کلی کمک می‌کند.
- آمار و احتمال: فناوری‌های نوین توسط ابزارهایی مثل مصور سازی داده‌ها با کمک کامپیوتر، یادگیری آمار و احتمال را برای فراگیران ابتدایی آسان می‌کنند.
- هندسه: کارهای دستی توسعه یافته ویژه فیزیکی و مجازی و نیز نرم‌افزار هندسه تعاملی می‌توان هندسه را (فراتر از مرتب‌سازی پایه‌ای و اندازه‌گیری) برای فراگیران ابتدایی ممکن الحصول کند.
- حساب دیفرانسیل و انتگرال: ابتکارات جدید، مثل نقشه ترسیمی Don Cohen برای دیفرانسیل و انتگرال[۲] که توسط کودکان و سطح فهم آنان ساخته شده، یادگیری حساب دیفرانسیل و انتگرال را برای فراگیران ابتدایی آسان می‌کند.
- حل مسئله: حل مسئله خلاقانه، که با تمرینات محاسباتی مثل جمع و ضرب اعداد در تضاد است، اکنون بخش عمده علوم ریاضی ابتدایی (دبستان) است.

سایر عرصه‌های ریاضیات مثل استدلال منطقی و تناقض‌ها که قبلاً مختص گروه‌های فراگیران پیشرفته بودند، اکنون در حال ادغام شدن با برنامه‌های آموزشی اصلی هستند.

### کاربرد روانشناسی
روانشناسی در آموزش ریاضی در دامنه تحقیقات کاربردی است که پیشرفت‌های اخیر زیادی در رابطه با ریاضیات ابتدایی داشته‌است. یکی از جنبه‌های اصلی مطالعه "انگیزه" است؛ اگرچه اکثر کودکان خردسال از برخی تمرینات ریاضی لذت می‌برند، تا سنین ۷ تا ۱۰ سالگی خیلی‌ها علاقه خود را از دست داده و دچار اضطراب ریاضیی می‌شوند. ساخت‌گرایی و سایر نظریه‌های یادگیری با در نظر گرفتن روانشناسی تحولی (رشد و نمو) کودک، به روش‌های یادگیری ریاضیات توسط کودکان خردسال می‌پردازند.
هر دوی دست اندرکاران و محققان بر روی حافظه کودک، دستگاه‌های یادیار، و روش‌های کامپیوتر محور مثل تکرار فواصل تمرکز دارند. بحثی دربارهٔ روابط بین حافظه، تسلط رویه با الگوریتم‌ها، و درک مفهومی علوم ریاضی ابتدایی در حال جریان است. به اشتراک گذاری آهنگ‌ها، ریتم‌ها، تصاویر و سایر عناصر مربوط به حافظه در شبکه‌های اجتماعی معلمان رایج است.
این توافق نظر که یادگیری کودکان خردسال با فرایندهای فیزیکی (دستی) بهبود می‌یابد بیشتر از یک قرن قدمت داشته و به زمان آثار ماریا مونته سوری باز می‌گردد. اما پیشرفت‌های مدرنی در این موضوع حاصل شده‌است. فرایندهای فیزیکی (دستی) سنتی اکنون بر روی کامپیوترها به عنوان ابزارک‌های دستی مجازی با ارائه امکانات زیادی که در جهان فیزیکی قابل اجرا نیست مثل بزرگنمایی یا انطباق اشکال هندسی در دسترس هستند. ریاضیات مجسم، مثل مطالعات شناختی اعداد یا حرکات در یادگیری، از موضوعات تحقیقی در حال رشد در آموزش ریاضیات هستند.

### سازگاری با نیازهای فردی دانش آموزان
آموزش ریاضی کودکان با استفاده از ابزارهای مدرن مثل سیستم‌های تخصصی کامپیوتر امکان شخصی سازی بیشتر یادگیری را فراهم می‌کنند. دانش آموزان تمرینات ریاضی را بر طبق آهنگ حرکت خود انجام داده، که شیوه مختص یادگیری هر دانش آموز را فراهم کرده و همان فعالیت را برای سطوح مختلف می‌سنجد. آموزش‌های استثنایی و درخشان به خصوص نیازمند سازگاری‌های سطوحی و شیوه‌ای مثل استفاده از گزینه‌های مختلف پرزنت (ارائه) و پاسخ  هستند. تغییر برخی از جنبه‌های محیط مثل دادن هدفون با پخش موزیک ملایم به فراگیر سمعی می‌تواند به کودکان برای تمرکز بر روی تکالیف ریاضی کمک کند.
مواد آموزشی مدرن، هم کامپیوتری و هم فیزیکی، از طریق ارائه‌های چند گانه مثل نمودارها، تصاویر، کلمات، انیمیشن‌ها، نمادها و صداها فراگیر را کمک می‌کنند. برای مثال تحقیقات اخیر نشان می‌دهد که زبان نمادین تنها روشی برای صحبت کردن با کرها نیست، بلکه روشی بصری برای ارتباط و یادگیری است که برای دانش آموزان بسیار دیگری خوش آیند بوده و به خصوص در یادگیری ریاضیات کمک می‌کنند.
جنبه دیگری از آموزش فردی، یادگیری کودک محور است که وقتی بیشتر تجارب کودک را در بر گیرد به آن آموزش بی اعتنا به مدرسه (Unschooling) گفته می‌شود. یادگیری کودک محور به معنی به کارگیری پروژه‌های غنی ریاضیاتی است که ریشه در علایق شخصی و تمایلات دارند. معلمانی که حامی یادگیری کودک محور هستند باید تکالیفی ارائه دهند که تفسیر آن آزاد بوده و آماده فی البداهه سازی به جای آماده‌سازی درس‌ها از پیش باشند. این روش نوین معمولاً شامل استفاده از موقعیت‌هایی برای کشف و یادگیری است در هنگامی که حس کنجکاوی کودک برانگیخته می‌شود. این دور گیری از یادگیری معمول ساختار گرا کوک را برای کاوش در تمایلات ذاتی و کنجکاوی‌های خود آزاد می‌گذارد. یادگیری کودک محور از عشق باطنی کودک برای یادگیری بهره می‌گیرد.
حل مسئله می‌تواند فعالیتی به شدت فردی باشد که دانش آموزان با شیوه خاص خود کارکرده و نیز دیدگاه‌ها و نتایج خود را در میان جمع به اشتراک می‌گذارند. راه‌های بسیاری به سوی یک هدف وجود داشته که تأکید بر روی اهمیت شیوه‌های خلاقانه است. ترویج مباحثه و تمرکز بر زبان، مفهوم‌های مهمی برای کمک به هر دانش آموز برای شرکت در حل معنا دار مسئله است.
دیگر جنبه مهم علوم ریاضی ابتدایی مدرن ارزیابی داده محور و مقایسه روش‌های یادگیری و شیوه‌های یادگیری کودکان است.

## استفاده از فناوری‌های نوظهور

### فناوری محاسبات
فناوری‌های محاسباتی مدرن از چندین جهت علوم ریاضیات ابتدایی را تغییر می‌دهند. تکنولوژی میزان دقت، حافظه، و محاسبات مورد نیاز توسط کاربر را کاهش داده و موضوعات ریاضیاتی پیچیده تر را برای کودکان خردسال قابل وصول می‌کند. اما فرصت اصلی ارائه شده توسط تکنولوژی ساده‌تر نمودن تکالیف ریاضیاتی سنتی نیست، بلکه آشنا کردن کودکان با فعالیت‌های نوینی است که بدون کامپیوترها امکان‌پذیر نیستند.
برای نمونه، مدل سازی کامپیوتری به کودکان این امکان را داده تا پارامترها را در سیستم‌های مجازی ایجاد شده توسط معلمان تغییر داده و نتایج الگوهای ریاضی را مشاهده نموده یا با بازترکیب، مدل‌های خود را ایجاد کنند. روش آموزشی ساختارگرا این امر را توضیح می‌دهد که چگونه ساخت الگوریتم‌ها، برنامه‌ها و مدل‌ها با کامپیوتر تفکر عمیق ریاضیاتی را ترویج می‌دهد. تکنولوژی به کودکان اجازه می‌دهد تا این مفهوم‌های پیچیده را با شکل بصری تری تجربه کنند.

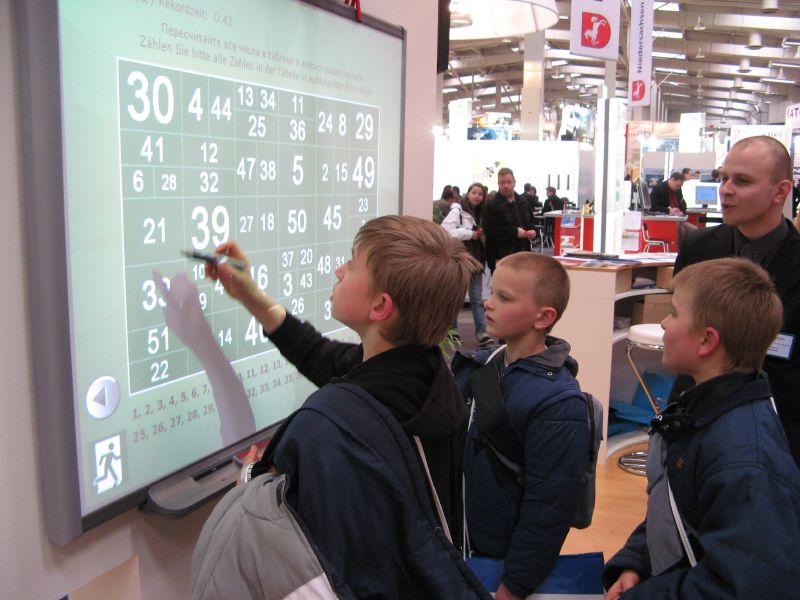
Children use an interactive whiteboard.

سیستم‌های جبر کامپیوتری محیط‌های نرم‌افزاری هستند که به عنوان رابطی برای کار با عبارات نمادین بوده و از آن حمایت می‌کنند. برخی سیستم‌های جبر کامپیوتری رابط‌های کاربری بصری و جذاب برای کودکان داشته و در نتیجه برای استفاده در جبر مقدماتی مناسب هستند. نرم‌افزار تعاملی هندسه از ایجاد و دست کاری ساخت‌های هندسی پشتیبانی می‌کند. هر دوی سیستم‌های جبر کامپیوتری و نرم‌افزار تعاملی هندسه به چندین محدودیت ادراکی کودکان خردسال از جمله حافظه و دقت کمک می‌کنند. این نرم‌افزار رابطی برای فرایندهای مرحله به مرحله بوده که به کودکان برای تمرکز بر روی دقت خود کمک می‌کند. قابلیت‌های «خنثی سازی» (undo) داشته که سر خوردگی را در هنگام وقوع خطا کم کرده و خلاقیت و کاوش را ترویج می‌دهد. هم چنین، چنین نرم‌افزاری با نمایان و قابل ویرایش نمودن تمامی مراحل یک مسئله یا ساخت از فرا شناخت (آگاهی و تحلیل فرایندهای تفکر و یادگیری خود شخص) پشتیبانی کرده که توسط آن کودکان می‌توانند دربارهٔ مراحل جداگانه یا کل فرایند تامل کنند.

### رسانه‌های اجتماعی
گروه‌ها و انجمن‌های آنلاین به معلمان، محققان و دانش آموزان امکان به اشتراک گذاری، بحث و باز ترکیب محتوای ریاضیات ابتدایی ساخته و کشف شده توسط آن‌ها را می‌دهد. برخی مواقع، رسانه‌های سنتی مثل متن‌ها، تصاویر و فیلم‌ها دیجیتالی شده و به اشیا جمعی آنلاین مثل کتاب‌های درسی متن باز تبدیل می‌شوند. در سایر موارد، اشیا ریاضیاتی بر پایه وب ساخته یا باز ترکیب شده و درون محیط مباحثه و تألیف به اشتراک گذاشته می‌شود مانند اپلت‌ها (اپلیکیشن‌های کوچک) ساخته شده با Scratch یا ژئوجبرا.
از ویژگی‌های متمایز ارتباط ریاضیاتی آنلاین، رسانه‌های غنی مثل ویدئو، کارهای دستی مجازی، مدل‌های تعاملی و اپلیکیشن‌های (برنامه‌ها) موبایل است. برخی پروژه‌های جهانی همکاری بین معلمان یا گروهی از دانش آموزان با معلمان بیشتر از وب برای ارتباط استفاده می‌کنند، اما بقیه امور در دنیاهای مجازی مثل Whyville رخ می‌دهد.
توسعه حرفه‌ای برای معلمان ریاضی ابتدایی از رسانه‌های اجتماعی به شکل دوره‌های آنلاین، انجمن‌های مباحثه، وبینار (کنفرانس آنلاین) و کنفرانس‌های وب بهره می‌گیرد.  این امر از معلمان در شکل‌دهی PLNsها (شبکه‌های یادگیری شخصی) حمایت می‌کند. برخی گروه‌ها هم دانش آموزان و هم معلم‌ها را در بر می‌گیرد، مثل هنر حل مسئله

## آموزش ریاضیات در موقعیت

### بازی و سرگرمی
یادگیری از طریق بازی روش جدیدی نیست اما بازی‌های کامپیوتری و موبایل نسبتاً مدرن تر هستند. امروزه معلمان بیشتری از بازی‌ها در کلاس‌های دبستان (ابتدایی) بهره می‌گیرند و کودکان در کشورهای توسعه یافته بازی‌های آموزنده را در خانه انجام می‌دهند. بازی‌های کامپیوتری با داشتن مکانیسم‌های ذاتی بازی ریاضیاتی به کودکان در فراگیری موضوعات جدید کمک می‌کنند. مکانیسم‌های بازی جانبی تر و گیمیفیکیشن را می‌توان برای مدیریت زمان و تکلیف، حفظ کردن، و روانی به کار برد. بعضی مواقع معلوم نیست که کودکان با «فقط بازی کردن» چه ریاضیاتی یاد می‌گیرند، اما توانایی‌های پایه‌ای عددی و فاصله‌ای به دست آمده در بازی آزادانه به یادگیری مفهوم‌های ریاضی کمک می‌کند.
برخی بازی‌های انتزاعی مثل شطرنج می‌تواند برای فراگیران با تقویت سیستم تفکر، منطق و برهان مفید باشد. بازی‌های نقش آفرینی کودکان را ترغیب نموده تا کاراکتری در بازی شوند که از ریاضیات در زندگی روزمره یا ماجراجویی‌های حماسی استفاده کرده و غالباً این بازی‌ها از روایت داستان ریاضیاتی بهره می‌گیرند. گودال ماسه بازی (Sandbox) که به آن بازی‌های جهان باز نیز می‌گویند، مثل ماینکرفت به کودکان در بررسی الگوها، فی البداهگی، هنری بودن در ریاضیات و توسعه الگوریتم‌های مختص خود کمک می‌کنند. بازی‌های تخته‌ای می‌تواند شامل تمامی جنبه‌های بالا و هم چنین رواج ارتباط پیرامون ریاضی در گروه‌های کوچک باشد.
معلمانی که با کودکان محروم کار می‌کنند پس از استفاده از بازی‌ها در کلاس به یادگیری قابلیت‌های ریاضیاتی مخصوصا وسیعی توسط آنان پی می‌برند که احتمالاً به این خاطر است که کودکان چنین بازی‌هایی را در خانه انجام نمی‌دهند.
بسیاری از معلمان، والدین و دانش آموزان بازی‌های منحصر به فرد خود را طراحی کرده یا نسخه‌هایی از روی بازی‌های موجود خلق می‌کنند. طراحی بازی‌های ریاضیاتی غنی یکی از وظایف اصلی ساختار گرایی می‌باشد.
نگرانی‌هایی در رابطه با این مسئله وجود دارد که کودکانی که عموماً از بازی‌های کامپیوتری و تکنولوژی استفاده می‌کنند ممکن است در هنگام مواجه شدن با آزمون‌های قلم و کاغذی مضطرب تر باشند.

### ریاضیات خانواده و ریاضیات روزمره
یادگیری ریاضیات به صورت روزمره مثل هنگام آشپزی یا خرید را نمی‌توان مدرن در نظر گرفت، اما رسانه‌های اجتماعی روش‌های جدیدی را ارائه می‌کنند. شبکه‌های آنلاین در اشتراک گذاری نکاتی در مورد چگونگی ادغام برنامه‌های روزمره و یادگیری رسمی تر ریاضی برای کودکان بین معلمان و والدین مفید است. برای مثال، وبلاگ «بیا ریاضی بازی کنیم» میزبان جشن‌هایی (کارناوال) برای تبادل ایده‌های ریاضی خانوادگی مثل استفاده از مقوای شانه تخم مرغ برای بازی‌های ریاضیاتی سریع است.
فعالیت‌های مدرسه ممکن است شامل جمع‌آوری اطلاعات توسط خانواده‌ها و قرار دادن آن به صورت آنلاین برای بررسی‌های ریاضیاتی باشد. در سرگرمی‌هایی مثل محاسبه مساحت، خانواده‌ها فعالیت‌های ورزشی غنی از بعد ریاضی که بر پایه سیستم‌های GPS یا دستگاه‌های موبایل است را به اشتراک قرار می‌دهند. موزه‌ها، فرصت‌های یادگیری تلفیقی در کلوپ‌ها، مغازه‌ها و سایر مکان‌های عمومی که خانواده‌ها از آن بازدید می‌کنند با در اختیار قرار گرفتن فعالیت‌های علمی و ریاضیاتی مربوط به آن مکان‌ها بر روی دستگاه‌های موبایل خانواده‌ها ایجاد می‌شود.

### STEM، علوم اجتماعی و هنر
در چندین دهه گذشته، بسیاری از ریاضی‌دان‌های مشهور و علاقه‌مندان به ریاضیات به هنرهای ریاضی، از هنرهای محبوب فراکتال تا اوریگامی، روی آورده‌اند.  به همین صورت ریاضیات ابتدایی نیز در حال هنری تر شدن می‌باشد. برخی موضوعات محبوب در بین کودکان موزاییک کاری، هنر کامپیوتری، قرینه سازی، الگوها، تغییر شکل‌ها و انعکاس‌ها هستند. رشته ریاضیات قومی Ethnomathematics به مطالعه ارتباط بین ریاضی و فرهنگ مثل هنر و صنایع می‌پردازد. برخی فعالیت‌های دستی مثل کاشی کاری به کودکان و بزرگسالان برای پی بردن به هنرهای ریاضی پیرامون خود کمک می‌کند.
رویکردهای یادگیری پروژه محور به دانش آموزان در کاوش در ریاضیات به همراه سایر رشته‌ها کمک می‌کند. برای مثال، پروژه‌ها و مسابقات رباتیک کودکان شامل تکالیف ریاضی است.
برخی موضوعات ریاضیات ابتدایی، مثل اندازه‌گیری در تکالیف موجود در عرصه‌ها و موضوعات حرفه‌ای کاربرد دارند.  مطالعات واحد که بر روی چنین ایده‌هایی تمرکز دارند با یادگیری مبتنی پروژه که دانش آموزان از ایده‌های مختلفی برای رسیدن به هدف پروژه استفاده می‌کنند، در تضاد است.